# العلاقات الجورجية الغانية
العلاقات الجورجية الغانية هي العلاقات الثنائية التي تجمع بين جورجيا وغانا.

## مقارنة بين البلدين
هذه مقارنة عامة ومرجعية للدولتين:
| وجه المقارنة                                              | جورجيا                          | غانا         |
| --------------------------------------------------------- | ------------------------------- | ------------ |
| المساحة (كم2)                                             | 69.70 ألف                       | 238.53 ألف   |
| عدد السكان (نسمة)                                         | 3.72 مليون                      | 26.91 مليون  |
| الكثافة السكانية (ن./كم²)                                 | 53.37                           | 112.82       |
| العاصمة                                                   | تبليسي، كوتايسي                 | أكرا         |
| اللغة الرسمية                                             | اللغة الجورجية، اللغة الأبخازية | لغة إنجليزية |
| العملة                                                    | لاري جورجي                      | سيدي غاني    |
| الناتج المحلي الإجمالي (بليون دولار)                      | 15.16 مليار                     | 47.33 مليار  |
| الناتج المحلي الإجمالي (تعادل القوة الشرائية) بليون دولار | 35.68 مليار                     | 115.41 مليار |
| الناتج المحلي الإجمالي الاسمي للفرد دولار أمريكي          | 3.79 ألف                        | 1.37 ألف     |
| الناتج المحلي الإجمالي للفرد دولار أمريكي                 |                                 | 4.08 ألف     |
| مؤشر التنمية البشرية                                      | 0.754                           | 0.579        |
| رمز المكالمات الدولي                                      | +995                            | +233         |
| رمز الإنترنت                                              | .ge، .გე ‏                       | .gh          |
| المنطقة الزمنية                                           | ت ع م+04:00                     | 00           |

## منظمات دولية مشتركة
يشترك البلدان في عضوية مجموعة من المنظمات الدولية، منها:
| علم المنظمة | اسم المنظمة                   | تاريخ انضمام جورجيا | تاريخ انضمام غانا |
| ----------- | ----------------------------- | ------------------- | ----------------- |
|             | يونسكو                        | 7 أكتوبر 1992       | 11 أبريل 1958     |
|             | الفريق المعني برصد الأرض      | ?                   | ?                 |
|             | مؤسسة التمويل الدولية         | 29 يونيو 1995       | 3 أبريل 1958      |
|             | مؤسسة التنمية الدولية         | 31 أغسطس 1993       | 29 ديسمبر 1960    |
|             | منظمة التجارة العالمية        | 14 يونيو 2000       | ?                 |
|             | الاتحاد البريدي العالمي       | ?                   | ?                 |
|             | الاتحاد الدولي للاتصالات      | 7 يناير 1993        | 17 مايو 1957      |
|             | الأمم المتحدة                 | 31 يوليو 1992       | 8 مارس 1957       |
|             | البنك الدولي للإنشاء والتعمير | 7 أغسطس 1992        | 20 سبتمبر 1957    |

## وصلات خارجية
- موقع وزارة الخارجية الجورجية
- موقع وزارة الخارجية الغانية